# Мамак (народ)
Мамак (оранг мамак) — народ в Индонезии, восток острова Суматра, бассейн рек Индерагири, Гангсал, Ченако, Ретих. Численность — 5 тыс. человек.
Придерживаются традиционных верований, существует культ предков, духов природы и шаманство.
Мамак являются потомками аборигенного населения Суматры,В XVII—XX веках испытывали культурное и политическое воздействие малайцев, с которыми составляли основное население княжества Индрагири, под влиянием малайцев многие принимают ислам.
Традиционное занятие — ручное земледелие (суходольный рис), охота (кабаны, слоны, носороги, тапиры), занимаются кузнечным ремеслом, изготовляя ножи, крисы, жатвенные ножи и мечи.
Традиционная мужская одежда — набедренная повязка из тапы, а женская — саронг и кебая.
Социальная организация представляет собой 9 матринейных родов-суку, делящееся на матрилинджи, возглавляемые старшим мужчиной-мамаком, также вожди родов представляются старшими матрилинджами. Главу всех мамаков назначают правителем Индрагири. Наблюдается особый слой — шаманы-знахари (камантан), матрилокальность.